# Акі Маркус Хакала
Акі Маркус Гакала (28 жовтня 1979 року) — фінський музикант, ударник фінського рок-гурту The Rasmus.

## Біографія
Акі Маркус Гакала народився в Еспоо, Фінляндія, 28 жовтня 1979 року. Почав музичну кар'єру як ударник гуртів Killer і Kwan. У 1999 році приєднався до гурту The Rasmus, змінивши ударника Янне Гейсканена (фін. Janne Heiskanen), який залишив гурт, щоб «знайти себе». До цього Акі продава сувеніри The Rasmus на їх концертах і був їх прихильником.
За словами Акі, єдине, що він вміє гарно робити — це грати на барабані. Однак у 2001 він знімався у фінському телесеріалі Siamin tytöt, а також вміє грати на гітарі.

## Імідж
У 2006 році Акі вирішив зробити лазерну корекцію зору, і перестав носити свої фірмові чорні окуляри. На початку 2007 року він припиняє фарбувати волосся у чорний колір та зупиняється на натуральному (Акі — блондин).

## Родина
Має братів та сестру. 18 липня 2007 року в нього народилася донька.

## В Україні
Арі Гакала кілька разів виступав в Україні, останній раз - у червневому турі 2012 року в Києві, Одесі, Дніпропетровську. 
Особливістю прізвища Гакала є те, що в Україні поширене дві форми його написання: Хакала (за російською традицією відтворення фінського h як "х") та Гакала (за українською традицію відтворювати відповідний фінський звук буквою "г" - на кшталт Гельсінкі, Галонен тощо).